# Holger Kimmig
Holger Kimmig (* 5. März 1975) ist ein deutscher Behindertensportler.

## Leben
Holger Kimmig ist schwerbehindert (Oberschenkelamputation rechts, Knieteilversteifung links). Dennoch wollte er auf intensive sportliche Betätigung nicht verzichten. Als für ihn in Frage kommende Sportart wählte er das Schwimmen, das er in der Startklasse S8 bzw. SM8 (bei Staffeln S7 – 10) ausüben konnte. Innerhalb des Schwimmsportes schwamm er sowohl im Einzel als auch in der Mannschaft in den Disziplinen Rücken, Freistil und Lagen über verschiedene Distanzen zwischen 50 m und 400 m. Sein Verein ist die Behindertensportgruppe Offenburg.
Wegen seiner guten Leistungen wurde er in die deutsche Behindertenschwimmnationalmannschaft berufen. Bei den Sommer-Paralympics 1992 in Barcelona gewann er zwei Silbermedaillen mit der 4-mal-100-Meter-Freistilstaffel und über 100 m Rücken. 1994 holte er bei den IPC Swimming World Championships in Malta zweimal Gold (100 m Rücken, 4 × 100 m Lagen), zweimal Silber und einmal Bronze.
Besonders erfolgreich war Kimmig bei den Paralympischen Sommerspielen 1996 in Atlanta. Ihm gelang es, insgesamt 7 Medaillen zu gewinnen, und zwar dreimal Gold, dreimal Silber und einmal Bronze. Zunächst siegte er über 100 m Rücken, dann wurde er in der Leistungsgruppe S 7-10 zusammen mit Detlef Schmidt, Oliver Anders und Stefan Löffler Olympiasieger in der 4-mal-100-Meter-Freistilstaffel. Es folgte ein weiterer 1. Platz in derselben Besetzung bei den 4 × 100 m Lagen. Im 100-Meter-Einzel-Freistil wurde er Zweiter und Gewinner einer Silbermedaille (Leistungsgruppe S 8). Auch über 400 m Freistil und 200 m Lagen wurde er Gewinner einer Silbermedaille. Schließlich erlangte er noch über 50 m Freistil-Einzel eine Bronzemedaille. Für diese Erfolge wurde er vom Bundespräsidenten mit dem Silbernen Lorbeerblatt ausgezeichnet.
1998 trat Kimmig bei den IPC Swimming World Championships in Christchurch an und gewann eine Silber- und eine Bronzemedaille über 100 m Rücken bzw. Freistil. Bei den Sommer-Paralympics 2000 holte er Gold über 100 m Rücken, Silber über 100 m Freistil und Bronze über 200 m Lagen.
In einem Interview Ende 2000 äußerte der in Elgersweier lebende Kimmig, international kaum noch schwimmen, sondern sich auf sein Sport-Studium in Freiburg konzentrieren zu wollen. Derzeit (Stand 2019) ist er als stellvertretender Geschäftsführer und Sportreferent beim Badischen Behinderten- und Rehabilitationssportverband tätig.